# پاشاخان
حسن رمضانی یا حسین رمضانی با نام هنری پاشاخان بازیگر سینما اهل ایران بود. وی اولین بازیگر ایرانی در غرب بود.

## زندگی‌نامه
وی در سال ۱۲۸۲ یا ۱۲۹۲ در رشت زاده شد. او در سن ۱۵ سالگی (۱۳۰۷ خورشیدی) به فرانسه رفت و نزد امین‌الله حسین نواختن ویلن را آموخت. در هفده سالگی ۱۳۰۹ در فرانسه، آلمان، ایتالیا و اسپانیا کنسرت اجرا نمود. در سال ۱۳۱۶ در فیلم ماری والوسکا در کنار «شارل بوایه» و «گرتا کاربو» ظاهر شد. نقش او سفیر ایران در دربار فرانسه و ناپلئون بود. البته حسین رمضانی بخاطر اینکه در جنگ دوم جهانی از سربازان ارتش آمریکا بود و نشان لیاقت هم دریافت نموده بود، از طرفی پدرش که از بازاریان متعصب رشت بود با اسم مستعار پاشاخان در هالیوود معروف شد.

## فعالیت‌های هنری
- فعالیت در تئاتر از: ۱۳۱۱ در پاریس و ادامهٔ آن از ۱۳۱۳ در ایالات متحده آمریکا
- فعالیت در سینما از: ۱۳۱۵ با ماری والوسکا
- بعدها مشاور هنری فصل‌های شرقی در فیلم‌های تاریخی در کمپانی مترو-گلدوین-مایر

### عمدهٔ فیلم‌ها:
- ماری والوسکا (۱۹۳۷ به کارگردانی کلارنس براون - در نقش سفیر ایران در دربار ناپلئون - همبازی‌ها شارل بوایه و گرتا گاربو)
- علی بابا و چهل دزد بغداد
- قالیچه جادو
- ماجرای جک